# Axiagasta stactogramma
Axiagasta stactogramma là một loài bướm trong họ Tineidae. Chúng thuộc chi đơn loài Axiagasta, thường tìm thấy được ở Brazil. Sải cánh của chúng có thể đạt đến 17 mm.